# Nathaniel Gorham
Nathaniel Gorham, parfois orthographié Nathanial Gorham, né le 27 mai 1738 à Charlestown et mort dans cette même ville le 11 juin 1796, est un homme politique américain.
Il est le quatorzième président du Congrès continental. Il a également assisté à la Convention de Philadelphie et a été l'un des signataires de la Constitution des États-Unis.